# دير سيدة قنوبين
دير سيدة قنوبين هو أحد أقدم وأهم الأديار في وادي قنوبين، كان الكرسيّ البطريركيّ للكنيسة المارونيَّة في الفترة الممتدة ما بين سنة 1440 إلى سنة 1823.